# Air Cuenca
Air Cuenca era una aerolínea con base en la ciudad de Cuenca, Ecuador. Operó entre 2010 y 2011. Actualmente se encuentra suspendida de manera indefinida.

## Historia
La empresa se conformó entre finales de 2008 e inicios de 2009. Originalmente el 98% del capital era cuencano y el resto quiteño, con Édgar Serrano como presidente y José Alvarado como gerente. La aerolínea se presentó oficialmente al mercado el 10 de junio de 2010 con un avión arrendado a International Lease Finance Corporation (ILFC) a un costo de USD $120.000 mensuales. Inició sus vuelos entre el Aeropuerto Mariscal Lamar de Cuenca y el Aeropuerto Internacional Mariscal Sucre de Quito el lunes 2 de agosto de 2010 con 80 pasajeros de ida y 25 de regreso, para posteriormente iniciar vuelos al Aeropuerto Internacional José Joaquín de Olmedo de Guayaquil.
El primer gran problema de la aerolínea ocurrió el viernes 13 de mayo de 2011 aproximadamente a las 20:10, cuando en medio de una fuerte lluvia que cubría la ciudad de Cuenca, el Boeing 737-500 de Air Cuenca con matrícula HC-CJB y 121 pasajeros a bordo llegaba desde el Aeropuerto Internacional Mariscal Sucre al Aeropuerto Mariscal Lamar. El avión inició el aterrizaje pero cuando se encontraba al final de la pista de aterrizaje, debido a su tamaño y a que esta estaba mojada, el avión patinó y el piloto, Patricio Velasco, dirigió al avión hacia el ingreso a la pista de rodaje, según la aerolínea para evitar salirse de la pista, quedando la ruedas delanteras y las traseras izquierdas enterradas en el área verde, lo que provocó que la aeronave quede embancada. Afortunadamente, ningún pasajero resultó herido, ni con golpes de consideración, aunque hubo personas que presentaron shocks nerviosos, que fueron superados con el apoyo de los paramédicos de la Cruz Roja y bomberos. El avión tampoco sufrió grandes daños y se reintegró al servicio casi inmediatamente. Aunque en el momento el accidente no causó un gran impacto en la aerolínea finalmente terminaría siendo uno de los principales motivos para su suspensión.
La aerolínea esperaba la llegada de otro avión de características similares al Boeing 737-500 con el cual se hubiesen operado nuevas rutas hacia el aeropuerto Aeropuerto Camilo Ponce Enríquez de Loja y al Aeropuerto Regional de Santa Rosa de Santa Rosa. Sin embargo la Dirección General de Aviación Civil (DGAC) exigió a la aerolínea que efectuara un mantenimiento a su único avión para constatar que no había sido afectado por el accidente de mayo de ese año. El primer trabajo debía cumplirse hasta el 18 de junio y el segundo hasta el 21 del mismo mes, pero la compañía no reportó el cumplimiento de los mismos. Además, la DGAC también indicó que aeronave no disponía de herramientas, repuestos, equipos de apoyo suficientes para sostener la operación, ni acuerdos con talleres de mantenimiento y proveedores certificados. Debido a estos motivos la aerolínea fue suspendida indefinidamente el 21 de junio. El mismo día, Serrano indicó que llevaría la aeronave a revisión en Miami, Lima o en Colombia y que en un plazo cercano a una semana volvería a funcionar con regularidad. Al ver esto, la Corporación Aeroportuaria de Cuenca (Corpac), prohibió su salida del aeropuerto debido a una deuda acumulada con la empresa desde diciembre del 2010 hasta mayo del 2011, cuyo monto ascendía a los $200.000 dólares estadounidenses. Cuando Air Cuenca no pudo pagar esta suma de dinero, la Corpac finalizó el contrato de concesión mercantil, mientras que International Lease Finance Corporation, la verdadera dueña del avión, pagó esta suma el 8 de julio y se llevó el avión con destino a Miami. Air Cuenca afirmó que crearía un plan para poder pagar luego esa suma.
El 17 de agosto de 2011 se anunció que la aerolínea Air Cuenca volvería a operar en sesenta días más. El anuncio lo hizo el empresario estadounidense, Arnold Leonora, quien actualmente es el máximo accionista de la compañía tras la compra de la mayoría de sus acciones. Leonora, quien es especialista en este tipo de negocios, explicó que está listo el contrato de operación y que pondrán a disposición cuatro aviones Boeing fabricados en los Estados Unidos. Dos de las aeronaves ofrecerán transporte interno, dentro del país, y las otras dos harán viajes al exterior, con pasajeros y carga. Cada aparato tiene capacidad para 150 personas. El empresario precisó que la inversión que hizo en Cuenca fue motivada por factores como: economía dolarizada, alto tráfico de pasajeros, especialmente en ciertas temporadas; y por las facilidades que dan la DGAC y la Superintendencia de Compañías. A pesar del anuncio la aerolínea no ha vuelto a operar hasta la fecha.

## Antigua flota
| Aeronave       | Número | Introducido | Retirado | Matrícula |
| -------------- | ------ | ----------- | -------- | --------- |
| Boeing 737-500 | 1      | 2010        | 2011     | HC-CJB    |

## Antiguos destinos
| Destinos                                                             | Aeropuerto                                      | Desde     | Notas                            |
| -------------------------------------------------------------------- | ----------------------------------------------- | --------- | -------------------------------- |
| Cuenca, Azuay                                                        | Aeropuerto Internacional Mariscal La Mar        | HUB       | Operativas de 2010 a 2011        |
| Guayaquil, Guayas                                                    | Aeropuerto Internacional José Joaquín de Olmedo | Desde CUE | Operativas de 2010 a 2011        |
| [[Archivo:\|20x20px\|border\|Bandera de Pichincha]] Quito, Pichincha | Aeropuerto Internacional Mariscal Sucre         | Desde CUE | Operativas de 2010 a 2011        |
| Catamayo, Loja                                                       | Aeropuerto Ciudad de Catamayo                   | Desde CUE | Planeadas en el momento del cese |
| Santa Rosa, El Oro                                                   | Aeropuerto Internacional de Santa Rosa          | Desde CUE | Planeadas en el momento del cese |